# Japan op de Olympische Winterspelen 2002
Tijdens de Olympische Winterspelen van 2002, die in Salt Lake City (Verenigde Staten) werden gehouden, nam Japan voor de zeventiende keer deel.

## Medailleoverzicht
| Sport          | Olympiër         | Discipline | Medaille |
| -------------- | ---------------- | ---------- | -------- |
| Schaatsen      | Hiroyasu Shimizu | 500 m (m)  | Zilver   |
| Freestyleskiën | Tae Satoya       | moguls (v) | Brons    |

## Deelnemers en resultaten
(m) = mannen, (v) = vrouwen 

### Alpineskiën
| Olympiër           | Discipline       | Resultaat | Prestatie                         |
| ------------------ | ---------------- | --------- | --------------------------------- |
| Kiminobu Kimura    | reuzenslalom (m) | 37e       | 2.31,86 (+8,58) — 1.17,19+1.14,67 |
| Kiminobu Kimura    | slalom (m)       | 18e       | 1.48,43 (+7,37) — 52,46+55,97     |
| Kentaro Minagawa   | slalom (m)       | dq-1      | diskwalificatie run 1             |
| Akira Sasaki       | reuzenslalom (m) | 34e       | 2.30,58 (+7,30) — 1.16,11+1.14,47 |
| Akira Sasaki       | slalom (m)       | dnf-1     | opgave run 1                      |
| Yasuyuki Takishita | afdaling (m)     | 42e       | 1.43,75 (+4,62)                   |
| Yasuyuki Takishita | super g (m)      | dnf       | opgave                            |
|                    |                  |           |                                   |
| Noriyo Hiroi       | reuzenslalom (v) | 29e       | 2.37,97 (+7,96) — 1.19,85+1.18,12 |
| Noriyo Hiroi       | slalom (v)       | 14e       | 1.51,98 (+5,88) — 56,35+55,63     |
| Kumiko Kashiwagi   | reuzenslalom (v) | 35e       | 2.39,55 (+9,54) — 1.19,90+1.19,65 |
| Kumiko Kashiwagi   | slalom (v)       | 16e       | 1.52,41 (+6,31) — 56,14+56,27     |

### Biatlon
| Olympiër                                                    | Discipline                | Resultaat | Prestatie |
| ----------------------------------------------------------- | ------------------------- | --------- | --- |
| Hidenori Isa                                                | 10 km sprint (m)          | 62e       | 28.03,6 (+3.12,3) pen.: 2 (1 + 1) |
| Hidenori Isa                                                | 20 km (m)                 | 44e       | 56.52,8 (+5.49,5) pen.: 4 (0 + 1 + 2 + 1) |
| Hironao Meguro                                              | 20 km (m)                 | 66e       | 59.29,2 (+8.25,9) pen.: 3 (1 + 0 + 0 + 2) |
| Yukio Mochizuki                                             | 10 km sprint (m)          | 69e       | 28.28,5 (+3.37,2) pen.: 2 (2 + 0) |
| Kyoji Suga                                                  | 10 km sprint (m)          | 41e       | 27.21,0 (+2.29,7) pen.: 1 (0 + 1) |
| Kyoji Suga                                                  | 12,5 km achtervolging (m) | 35e       | +3.54,2 pen.: 3 (1 + 1 + 0 + 1) |
| Kyoji Suga                                                  | 20 km (m)                 | 20e       | 54.51,9 (+3.48,6) pen.: 2 (0 + 0 + 2 + 0) |
| Team Hironao Meguro Hidenori Isa Kyoji Suga Yukio Mochizuki | 4x7,5 km estafette (m)    | 13e       | 1:29.04,4 (+5.22,1) pen.: 2-14 23.33,3 pen.: 1-4 (0-1 + 1-3) 21.24,7 pen.: 0-3 (0-1 + 0-2) 21.55,8 pen.: 1-3 (0-0 + 1-3) 22.10,6 pen.: 0-4 (0-2 + 0-2) |
|                                                             |                           |           | |
| Hiromi Sugo                                                 | 7,5 km sprint (v)         | 30e       | 23.03,5 (+2.22,1) pen.: 2 (1 + 1) |
| Hiromi Sugo                                                 | 10 km achtervolging (v)   | 24e       | +3.11,1 pen.: 1 (0 + 0 + 0 + 1) |
| Hiromi Sugo                                                 | 15 km (v)                 | 42e       | 53.10,6 (+5.41,5) pen.: 3 (1 + 0 + 1 + 1) |
| Mami Shindo                                                 | 7,5 km sprint (v)         | 45e       | 23.36,8 (+2.55,4) pen.: 2 (2 + 0) |
| Mami Shindo                                                 | 10 km achtervolging (v)   | 41e       | +5.20,9 pen.: 3 (1 + 0 + 1 + 1) |
| Mami Shindo                                                 | 15 km (v)                 | 64e       | 59.38,6 (+12.09,5) pen.: 8 (3 + 2 + 2 + 1) |
| Ryoko Takahashi                                             | 7,5 km sprint (v)         | 28e       | 22.58,3 (+2.16,9) pen.: 2 (2 + 0) |
| Ryoko Takahashi                                             | 10 km achtervolging (v)   | 36e       | +4.12,9 pen.: 3 (0 + 1 + 2 + 0) |
| Ryoko Takahashi                                             | 15 km (v)                 | 50e       | 54.18,0 (+6.48,9) pen.: 4 (0 + 1 + 0 + 3) |
| Tamami Tanaka                                               | 7,5 km sprint (v)         | 29e       | 23.00,0 (+2.18,6) pen.: 2 (2 + 0) |
| Tamami Tanaka                                               | 10 km achtervolging (v)   | 23e       | +3.00,0 pen.: 2 (0 + 2 + 0 + 0) |
| Tamami Tanaka                                               | 15 km (v)                 | 45e       | 53.40,4 (+6.11,3) pen.: 4 (3 + 1 + 0 + 0) |
| Team Mami Shindo Tamami Tanaka Hiromi Sugo Ryoko Takahashi  | 4x7,5 km estafette (v)    | 14e       | 1:35.09,8 (+7.14,8) pen.: 1-15 23.25,1 pen.: 0-3 (0-0 + 0-3) 23.14,9 pen.: 0-3 (0-3 + 0-0) 24.35,2 pen.: 1-5 (0-2 + 1-3) 23.54,6 pen.: 0-4 (0-3 + 0-1) |

### Bobsleeën
| Olympiër                                                  | Discipline             | Resultaat | Prestatie                                       |
| --------------------------------------------------------- | ---------------------- | --------- | ----------------------------------------------- |
| Hiroshi Suzuki Masanori Inoue                             | 2-mansbob (m) Japan I  | 21e       | 3.13,96 (+3,85) (48,41 / 48,61 / 48,58 / 48,36) |
| Hiroaki Ohishi Shinji Miura                               | 2-mansbob (m) Japan II | 29e       | 3.15,09 (+4,98) (48,61 / 48,70 / 49,08 / 48,70) |
| Hiroshi Suzuki Shinji Miura Shinji Doigawa Masanori Inoue | 4-mansbob (m) Japan I  | 20e       | 3.11,17 (+3,66) (47,65 / 47,46 / 47,92 / 48,14) |

### Curling
| Olympiër                                                           | Discipline | Resultaat | Prestatie |
| ------------------------------------------------------------------ | ---------- | --------- | --- |
| Akiko Kato Yumie Hayashi Ayumi Onodera Mika Konaka Kotomi Ishizaki | vrouwen    | 8e        | Groepsfase: 7- 8 Japan - Verenigde Staten 1- 9 Japan - Groot-Brittannië 3- 5 Japan - Duitsland 7- 8 Japan - Zwitserland 7- 8 Japan - Zweden 4- 9 Japan - Canada 5- 8 Japan - Noorwegen 7- 6 Japan - Rusland 6- 5 Japan - Denemarken |

### Freestyleskiën
| Olympiër         | Discipline  | Resultaat | Prestatie                         |
| ---------------- | ----------- | --------- | --------------------------------- |
| Yugo Tsukita     | moguls (m)  | 16e       | 15,81 p. (kwalificatie: 25,33 p.) |
| Kenro Shimoyama  | moguls (m)  | 20e       | dnq (kwalificatie: 23,39 p.)      |
| Katsuya Nakamoto | moguls (m)  | 26e       | dnq (kwalificatie: 20,56 p.)      |
| Teppei Noda      | moguls (m)  | 30e       | dnq (kwalificatie: 0,30 p.)       |
| Taku Nakanishi   | aerials (m) | 20e       | dnq (kwalificatie: 162,89 p.)     |
| Tae Satoya       | moguls (v)  | Brons     | 24,85 p. (kwalificatie: 23,65 p.) |
| Aiko Uemura      | moguls (v)  | 6e        | 24,66 p. (kwalificatie: 23,82 p.) |
| Miyuki Hatanaka  | moguls (v)  | 20e       | dnq (kwalificatie: 21,36 p.)      |

### Kunstrijden
| Olympiër        | Discipline | Resultaat | Prestatie                               |
| --------------- | ---------- | --------- | --------------------------------------- |
| Takeshi Honda   | mannen     | 4e        | 5,0 p. (korte kür: 2 - lange kür: 4)    |
| Yosuke Takeuchi | mannen     | 22e       | 32,0 p. (korte kür: 24 - lange kür: 20) |
| Fumie Suguri    | vrouwen    | 5e        | 8,5 p. (korte kür: 7 - lange kür: 5)    |
| Yoshie Onda     | vrouwen    | 17e       | 22,5 p. (korte kür: 17 - lange kür: 14) |

### Langlaufen
| Olympiër                                                          | Discipline                       | Resultaat | Prestatie                                                       |
| ----------------------------------------------------------------- | -------------------------------- | --------- | --------------------------------------------------------------- |
| Daichi Azegami                                                    | sprint (m)                       | 37e       | dnq, kwal.:3.01,47 (+11,40)                                     |
| Katsuhito Ebisawa                                                 | 15 km klassiek (m)               | 50e       | 41.51,4 (+4.44,0)                                               |
| Katsuhito Ebisawa                                                 | 30 km vrije stijl massastart (m) | 42e       | 1:17.18,2 (+5.47,2)                                             |
| Katsuhito Ebisawa                                                 | 50 km klassiek (m)               | 38e       | 2:21.05,3 (+14.44,5)                                            |
| Katsuhito Ebisawa                                                 | achtervolging 10 km+10 km (m)    | 49e       | +3.32,4 (klassiek:28.45,2 + vrije stijl:24.36,3)                |
| Mitsuo Horigome                                                   | 30 km vrije stijl massastart (m) | 48e       | 1:18.06,3 (+6.35,3)                                             |
| Mitsuo Horigome                                                   | achtervolging 10 km+10 km (m)    | 33e       | +1.48,6 (klassiek:27.50,3 + vrije stijl:23.47,5)                |
| Hiroyuki Imai                                                     | 15 km klassiek (m)               | 36e       | 40.27,1 (+3.19,7)                                               |
| Hiroyuki Imai                                                     | 30 km vrije stijl massastart (m) | 27e       | 1:14.55,6 (+3.24,6)                                             |
| Hiroyuki Imai                                                     | 50 km klassiek (m)               | 6e        | 2:09.41,3 (+3.20,5)                                             |
| Hiroyuki Imai                                                     | achtervolging 10 km+10 km (m)    | 34e       | +1.50,9 (klassiek:27.42,6 + vrije stijl:23.57,8)                |
| Masaaki Kozu                                                      | sprint (m)                       | 46e       | dnq, kwal.:3.05,90 (+15,83)                                     |
| Masaaki Kozu                                                      | 15 km klassiek (m)               | 19e       | 39.28,3 (+2.20,9)                                               |
| Masaaki Kozu                                                      | 30 km vrije stijl massastart (m) | 30e       | 1:15.32,4 (+4.01,4)                                             |
| Masaaki Kozu                                                      | 50 km klassiek (m)               | 27e       | 2:17.51,9 (+11.31,1)                                            |
| Masaaki Kozu                                                      | achtervolging 10 km+10 km (m)    | 24e       | +1.23,7 (klassiek:27.37,6 + vrije stijl:23.35,6)                |
| Hiroshi Kudo                                                      | 15 km klassiek (m)               | 38e       | 40.29,9 (+3.22,5)                                               |
| Hiroshi Kudo                                                      | 50 km klassiek (m)               | 41e       | 2:23.02,3 (+16.41,5)                                            |
| Team Masaaki Kozu Hiroyuki Imai Mitsuo Horigome Katsuhito Ebisawa | 4x10 km estafette (m)            | 12e       | 1:37.50,5 (+5.05,0) 26.28,4 25.34,7 22.56,5 22.50,9             |
|                                                                   |                                  |           |                                                                 |
| Nobuko Fukuda                                                     | sprint (v)                       | 39e       | dnq, kwal.:3.28,38 (+15,62)                                     |
| Nobuko Fukuda                                                     | 15 km vrije stijl massastart (v) | dnf       | opgave                                                          |
| Nobuko Fukuda                                                     | achtervolging 5 km+5 km (v)      | 50e       | niet geplaatst vrije stijl (klassiek:14.31,6 + vrije stijl:dnq) |
| Midori Furusawa                                                   | 15 km vrije stijl massastart (v) | 42e       | 44.41,8 (+4.47,4)                                               |
| Midori Furusawa                                                   | 30 km klassiek (v)               | 36e       | 1:45.50,0 (+14.52,9)                                            |
| Kanoko Goto                                                       | 10 km klassiek (v)               | 32e       | 30.36,6 (+2.31,0)                                               |
| Kanoko Goto                                                       | 15 km vrije stijl massastart (v) | 27e       | 42.50,4 (+2.56,0)                                               |
| Kanoko Goto                                                       | achtervolging 5 km+5 km (v)      | 38e       | +1.25,7 (klassiek:14.16,1 + vrije stijl:12.19,6)                |
| Madoka Natsumi                                                    | sprint (v)                       | 12e       | dnq, kf 1 (3e): 3.17,5, kwal.:3.18,78 (+6,02)                   |
| Madoka Natsumi                                                    | 10 km klassiek (v)               | 47e       | 31.54,1 (+3.48,5)                                               |
| Madoka Natsumi                                                    | 30 km klassiek (v)               | 26e       | 1:41.06,0 (+10.08,9)                                            |
| Madoka Natsumi                                                    | achtervolging 5 km+5 km (v)      | 59e       | niet geplaatst vrije stijl (klassiek:14.51,4 + vrije stijl:dnq) |
| Tomomi Otaka                                                      | sprint (v)                       | 47e       | dnq, kwal.:3.34,14 (+21,38)                                     |
| Tomomi Otaka                                                      | 10 km klassiek (v)               | 48e       | 32.27,9 (+4.22,3)                                               |
| Tomomi Otaka                                                      | 30 km klassiek (v)               | 43e       | 1:50.00,3 (+19.03,2)                                            |
| Sumiko Yokoyama                                                   | 10 km klassiek (v)               | 31e       | 30.32,3 (+2.26,7)                                               |
| Sumiko Yokoyama                                                   | 15 km vrije stijl massastart (v) | 22e       | 42.16,2 (+2.21,8)                                               |
| Sumiko Yokoyama                                                   | 30 km klassiek (v)               | 22e       | 1:39.48,8 (+8.51,7)                                             |
| Sumiko Yokoyama                                                   | achtervolging 5 km+5 km (v)      | 27e       | +1.13,4 (klassiek:14.22,4 + vrije stijl:12.01,3)                |
| Team Kanoko Goto Madoka Natsumi Nobuko Fukuda Sumiko Yokoyama     | 4x5 km estafette (v)             | 10e       | 51.35,7 (+2.05,1) 13.35,7 13.22,9 12.27,4 12.09,7               |

### Noordse combinatie
| Olympiër                                                  | Discipline      | Resultaat | Prestatie |
| --------------------------------------------------------- | --------------- | --------- | --- |
| Norihito Kobayashi                                        | sprint (m)      | 17e       | +1.24,5 — schans: 101,1 p — 7,5 km: 16.39,6 |
| Satoshi Mori                                              | individueel (m) | 30e       | +5.28,9 — schans: 221,5 p — 15 km: 40.50,6 |
| Satoshi Mori                                              | sprint (m)      | 22e       | +1.44,9 — schans: 106,9 p — 7,5 km: 17.22,0 |
| Kenji Ogiwara                                             | individueel (m) | 11e       | +2.33,9 — schans: 233,0 p — 15 km: 38.52,6 |
| Kenji Ogiwara                                             | sprint (m)      | 33e       | +1.59,0 — schans: 93,5 p — 7,5 km: 16.45,1 |
| Daito Takahashi                                           | individueel (m) | 12e       | +2.49,5 — schans: 243,5 p — 15 km: 40.01,2 |
| Daito Takahashi                                           | sprint (m)      | 6e        | +57,8 — schans: 114,4 p — 7,5 km: 17.02,9 |
| Gen Tomii                                                 | individueel (m) | 33e       | +6.03,7 — schans: 234,5 p — 15 km: 42.30,4 |
| Team Gen Tomii Kenji Ogiwara Satoshi Mori Daito Takahashi | team (m)        | 8e        | +3.55,3 — schans: 901,0 p — 20 km: 50.46,5 schans: 228,0 p — 5 km: 12.52,5 schans: 214,5 p — 5 km: 12.33,2 schans: 214,0 p — 5 km: 12.35,2 schans: 244,5 p — 5 km: 12.45,6 |

### Rodelen
| Olympiër                      | Discipline | Resultaat | Prestatie                                             |
| ----------------------------- | ---------- | --------- | ----------------------------------------------------- |
| Shigeaki Ushijima             | mannen     | 27e       | 3.02,099 (+4,158) (45,905 / 45,260 / 45,283 / 45,651) |
| Yumie Kobayashi               | vrouwen    | 25e       | 2.56,663 (+4,199) (44,192 / 44,107 / 44,149 / 44,215) |
| Takahisa Oguchi Kei Takahashi | dubbel     | dnf-1     | opgave run 1                                          |

### Schaatsen
| Olympiër          | Discipline   | Resultaat | Prestatie                     |
| ----------------- | ------------ | --------- | ----------------------------- |
| Kuniomi Haneishi  | 500 m (m)    | 12e       | 1.10,11 (+0,88) — 35,15+34,96 |
| Hiroki Hirako     | 5000 m (m)   | 17e       | 6.30,46 (+15,80)              |
| Manabu Horii      | 500 m (m)    | 14e       | 1.10,32 (+1,09) — 35,30+35,02 |
| Manabu Horii      | 1000 m (m)   | 22e       | 1.09,50 (+2,32)               |
| Yusuke Imai       | 1000 m (m)   | 15e       | 1.08,90 (+1,72)               |
| Yusuke Imai       | 1500 m (m)   | 34e       | 1.48,76 (+4,81)               |
| Toshihiko Itokawa | 5000 m (m)   | 12e       | 6.27,52 (+12,86)              |
| Toshihiko Itokawa | 10.000 m (m) | 11e       | 13.31,96 (+33,04)             |
| Takaharu Nakajima | 1500 m (m)   | 23e       | 1.47,64 (+3,69)               |
| Hiroyuki Noake    | 1000 m (m)   | 42e       | 1.49,18 (+42,00)              |
| Hiroyuki Noake    | 1500 m (m)   | 15e       | 1.46,38 (+2,43)               |
| Hiroyasu Shimizu  | 500 m (m)    | Zilver    | 1.09,26 (+0,03) — 34,61+34,65 |
| Keiji Shirahata   | 1500 m (m)   | 25e       | 1.47,78 (+3,83)               |
| Keiji Shirahata   | 5000 m (m)   | 13e       | 6.28,95 (+14,29)              |
| Keiji Shirahata   | 10.000 m (m) | 4e        | 13.20,40 (+21,48)             |
| Toyoki Takeda     | 500 m (m)    | 8e        | 1.09,81 (+0,58) — 35,00+34,81 |
| Toyoki Takeda     | 1000 m (m)   | 16e       | 1.08,95 (+1,77)               |
|                   |              |           |                               |
| Yayoi Nagaoka     | 1500 m (v)   | 24e       | 1.59,93 (+5,91)               |
| Nami Nemoto       | 3000 m (v)   | 18e       | 4.11,92 (+14,22)              |
| Nami Nemoto       | 5000 m (v)   | dnf       | opgave                        |
| Yuri Obara        | 1500 m (v)   | 29e       | 2.01,39 (+7,37)               |
| Tomomi Okazaki    | 500 m (v)    | 6e        | 1.15,64 (+0,89) — 37,77+37,87 |
| Sayuri Osuga      | 500 m (v)    | 12e       | 1.16,42 (+1,67) — 37,82+38,60 |
| Sayuri Osuga      | 1000 m (v)   | 18e       | 1.16,48 (+2,65)               |
| Eriko Sanmiya     | 500 m (v)    | 11e       | 1.16,37 (+1,62) — 38,25+38,12 |
| Eriko Sanmiya     | 1000 m (v)   | 17e       | 1.16,26 (+2,43)               |
| Eriko Seo         | 3000 m (v)   | 19e       | 4.12,33 (+14,63)              |
| Maki Tabata       | 1000 m (v)   | dq        | diskwalificatie (1.15,76)     |
| Maki Tabata       | 1500 m (v)   | 9e        | 1.56,35 (+2,33)               |
| Maki Tabata       | 3000 m (v)   | 6e        | 4.03,63 (+5,93)               |
| Maki Tabata       | 5000 m (v)   | 8e        | 7.06,32 (+19,41)              |
| Aki Tonoike       | 1000 m (v)   | 7e        | 1.14,64 (+0,81)               |
| Aki Tonoike       | 1500 m (v)   | 14e       | 1.57,97 (+3,95)               |
| Yukari Watanabe   | 500 m (v)    | 9e        | 1.16,20 (+1,45) — 37,98+38,22 |

### Schansspringen
| Olympiër                                                              | Discipline              | Resultaat | Prestatie |
| --------------------------------------------------------------------- | ----------------------- | --------- | --- |
| Kazuyoshi Funaki                                                      | normale schans ind. (m) | 9e        | 243,0 p. — 119,5 p. (92,0 m) + 123,5 p. (94,5 m) kwalificatie volgens wereldbekerranglijst: 94,0 p. (124,5 m)                                                               |
| Kazuyoshi Funaki                                                      | grote schans ind. (m)   | 7e        | 245,5 p. — 128,7 p. (126,5 m) + 116,8 p. (121,0 m) kwalificatie volgens wereldbekerranglijst: 118,0 p. (112,4 m)                                                            |
| Masahiko Harada                                                       | normale schans ind. (m) | 20e       | 232,0 p. — 117,5 p. (91,0 m) + 114,5 p. (89,5 m) kwalificatie 11e — 90,5 p. (114,5 m)                                                                                       |
| Masahiko Harada                                                       | grote schans ind. (m)   | 20e       | 222,8 p. — 115,1 p. (119,5 m) + 107,7 p. (116,5 m) kwalificatie 2e — 119,5 p. (116,1 m)                                                                                     |
| Noriaki Kasai                                                         | normale schans ind. (m) | 49e       | 83,0 p. — 83,0 p. (85,0 m) + dnq kwalificatie 29e — 85,0 p. (101,5 m) |
| Noriaki Kasai                                                         | grote schans ind. (m)   | 41e       | 97,5 p. — 97,5 p. (110,0 m) + dnq kwalificatie 14e — 113,0 p. (101,9 m) |
| Hideharu Miyahira                                                     | grote schans ind. (m)   | 24e       | 215,4 p. — 108,6 p. (117,0 m) + 106,8 p. (116,0 m) kwalificatie 19e — 111,5 p. (97,7 m)                                                                                     |
| Hiroki Yamada                                                         | normale schans ind. (m) | 33e       | 109,5 p. — 109,5 p. (88,0 m) + dnq kwalificatie 28e — 84,5 p. (103,0 m) |
| Team Masahiko Harada Hiroki Yamada Hideharu Miyahira Kazuyoshi Funaki | grote schans team (m)   | 5e        | 926,0 punten 115,6 p. (119,5 m) + 104,1 p. (114,5 m) 96,3 p. (111,0 m) + 110,5 p. (117,5 m) 125,9 p. (125,5 m) + 118,6 p. (124,5 m) 127,7 p. (126,5 m) + 127,3 p. (126,0 m) |

### Shorttrack
| Olympiër                                                                    | Discipline           | Resultaat | Prestatie                                                                         |
| --------------------------------------------------------------------------- | -------------------- | --------- | --------------------------------------------------------------------------------- |
| Takafumi Nishitani                                                          | 500 m (m)            | 8e        | dnq, kf 2 (3e): 42,535, vr 3 (1e): 43,211                                         |
| Naoya Tamura                                                                | 1000 m (m)           | 7e        | B-finale: 1.35,823, hf 2 (4e): 1.27,751, kf 2 (3e): 1.29,864, vr 4 (1e): 1.28,867 |
| Naoya Tamura                                                                | 1500 m (m)           | 29e       | dnq, vr 5 (5e): 3.06,585                                                          |
| Satoru Terao                                                                | 500 m (m)            | 5e        | Finale: 42,219, hf 2 (3e): 1.05,790, kf 4 (1e): 42,692, vr 7 (2e): 42,334         |
| Satoru Terao                                                                | 1000 m (m)           | 12e       | dnq, hf 1: diskwalificatie, kf 1 (2e): 1.28,241, vr 1 (2e): 1.31,025              |
| Satoru Terao                                                                | 1500 m (m)           | 18e       | dnq, hf 1: diskwalificatie, vr 1 (3e): 2.23,680                                   |
| Takehiro Kodera Takafumi Nishitani Yugo Shinohara Naoya Tamura Satoru Terao | 5000 m aflossing (m) | 5e        | B-finale: 7.19,893, hf 1 (3e): 6.50,925                                           |
|                                                                             |                      |           |                                                                                   |
| Yuka Kamino                                                                 | 500 m (v)            | 25e       | dnq, vr 8 (4e): 45,933                                                            |
| Yuka Kamino                                                                 | 1500 m (v)           | 20e       | dnq, vr 3 (4e): 2.52,591                                                          |
| Chikage Tanaka                                                              | 500 m (v)            | 12e       | dnq, kf 4: diskwalificatie, vr 6 (1e): 45,193                                     |
| Chikage Tanaka                                                              | 1000 m (v)           | 7e        | B-finale: 1.35,125, hf 1 (3e): 1.38,269, kf 3 (2e): 1.34,960, vr 8 (1e): 1.42,332 |
| Chikage Tanaka                                                              | 1500 m (v)           | 7e        | B-finale: 2.31,479, hf 2 (4e): 2.21,924, vr 5 (1e): 2.29,202                      |
| Ikue Teshigawara                                                            | 1000 m (v)           | 17e       | dnq, vr 7 (3e): 1.33,855                                                          |
| Yuka Kamino Atsuko Takata Chikage Tanaka Ikue Teshigawara Nobuko Yamada     | 3000 m aflossing (v) | 4e        | Finale: 4.21,107, hf 1 (2e): 4.17,968                                             |

### Skeleton
| Olympiër       | Discipline | Resultaat | Prestatie                     |
| -------------- | ---------- | --------- | ----------------------------- |
| Kazuhiro Koshi | mannen     | 8e        | 1.43,02 (+1,06) — 51,50+51,52 |
| Masaru Inada   | mannen     | 18e       | 1.43,98 (+2,02) — 52,05+51,93 |
| Eiko Nakayama  | vrouwen    | 12e       | 1.48,72 (+3,61) — 54,00+54,72 |

### Snowboarden
| Olympiër          | Discipline                   | Resultaat | Prestatie                                                                          |
| ----------------- | ---------------------------- | --------- | ---------------------------------------------------------------------------------- |
| Takaharu Nakai    | halfpipe (m)                 | 5e        | 40,7 p. kwal. 1: 38,3 q                                                            |
| Daisuke Murakami  | halfpipe (m)                 | 19e       | dnq kwal. 1: 19,4 kwal. 2:32,7                                                     |
| Kentaro Miyawaki  | halfpipe (m)                 | 29e       | dnq kwal. 1: 13,6 kwal. 2:27,0                                                     |
| Yoko Miyake       | halfpipe (v)                 | 8e        | 33,7 p. kwal. 1: 24,5 kwal. 2:35,4 q                                               |
| Michiyo Hashimoto | halfpipe (v)                 | 12e       | 26,6 p. kwal. 1: 27,0 kwal. 2:38,0 q                                               |
| Yuri Yoshikawa    | halfpipe (v)                 | 20e       | dnq kwal. 1: 17,7 kwal. 2:21,8                                                     |
| Nagako Mori       | halfpipe (v)                 | 22e       | dnq kwal. 1: 14,4 kwal. 2:13,0                                                     |
| Ran Iida          | parallel- reuzen- slalom (v) | 16e       | kwalificatie: 43,06 (16e) ronde 1: verliest van Maria Kirchgasser, AUT (+0.50)(dq) |
| Tomoka Takeuchi   | parallel- reuzen- slalom (v) | 22e       | dnq kwalificatie: 43,76                                                            |

Amerikaanse Maagdeneilanden · Andorra · Argentinië · Armenië · Australië · Azerbeidzjan · België · Bermuda · Bosnië en Herzegovina · Brazilië · Bulgarije · Canada · Chili · China · Chinees Taipei · Costa Rica · Cyprus · Denemarken · Duitsland · Estland · Fiji · Finland · Frankrijk · Georgië · Griekenland · Groot-Brittannië · Hongarije · Hongkong · Ierland · IJsland · India · Iran · Israël · Italië · Jamaica · Japan · Joegoslavië · Kameroen · Kazachstan · Kenia · Kirgizië · Kroatië · Letland · Libanon · Liechtenstein · Litouwen · Macedonië · Mexico · Moldavië · Monaco · Mongolië · Nederland · Nepal · Nieuw-Zeeland · Noorwegen · Oekraïne · Oezbekistan · Oostenrijk · Polen · Roemenië · Rusland · San Marino · Slovenië · Slowakije · Spanje · Tadzjikistan · Thailand · Trinidad en Tobago · Tsjechië · Turkije · Venezuela · Verenigde Staten · Wit-Rusland · Zuid-Afrika · Zuid-Korea · Zweden · Zwitserland

Uitgesloten van deelname: Puerto Rico